# 奧里什基夫齊 (古西亞京區)
49°4′10″N 25°52′10″E / 49.06944°N 25.86944°E
奧里什基夫齊（烏克蘭語：Оришківці）是位於烏克蘭西部特諾皮爾州裏喬爾特基夫區的村莊，距離加金基夫齊1公里，始建於1579年，面積4.03平方公里，2025年人口1,395。